# 象牙海岸北部的蘇丹式清真寺
象牙海岸北部的蘇丹式清真寺（法語：Mosquées de style soudanais du Nord ivoirien）包含8座位於科特迪瓦北部蘇丹-撒赫勒式（Sudano-Sahelian architecture）清真寺，這些清真寺始建於17世紀，建築風格受到傑內古城的影響。2021年獲聯合國教科文組織通過成為世界遗产，為象牙海岸第2個文化遺產。
世界遺產委員會指出，「象牙海岸北部的蘇丹式清真寺」是非洲伊斯蘭建築的代表作之一，展現伊斯蘭教傳入當地後創造出獨特的建築和藝術風格。這些建築以土質結構、突出的框架、用陶器或鴕鳥蛋裝飾的垂直扶壁，以及錐形叫拜樓，反映了當地文化和藝術傳統的特點，同時這些清真寺還是非裔穆斯林聚落文化和宗教傳統的重要象徵。

## 歷史沿革
12世紀至14世紀間马里帝国的傑內古城，因從北非跨越撒哈拉沙漠至此、包括黃金與鹽的貿易而興盛，當時發展出蘇丹-薩赫勒式建築。從15世紀開始，這種建築風格向南傳播，採用了較低矮的結構與加強扶壁，以滿足此地較潮濕氣候的需求。17世紀到19世紀隨著貿易商和學者從原马里帝国所在地向南來到現今象牙海岸北部，將伊斯兰教和伊斯兰文化帶到此地，並以蘇丹-撒赫勒式建築風格建造清真寺。
20世紀初，此類建築型式的清真寺有數百座，但之後建造的清真寺採用現代的建築結構，至今約有20座蘇丹-撒赫勒式清真寺留存下來，當中8座保存情況較良好。

## 建築特色

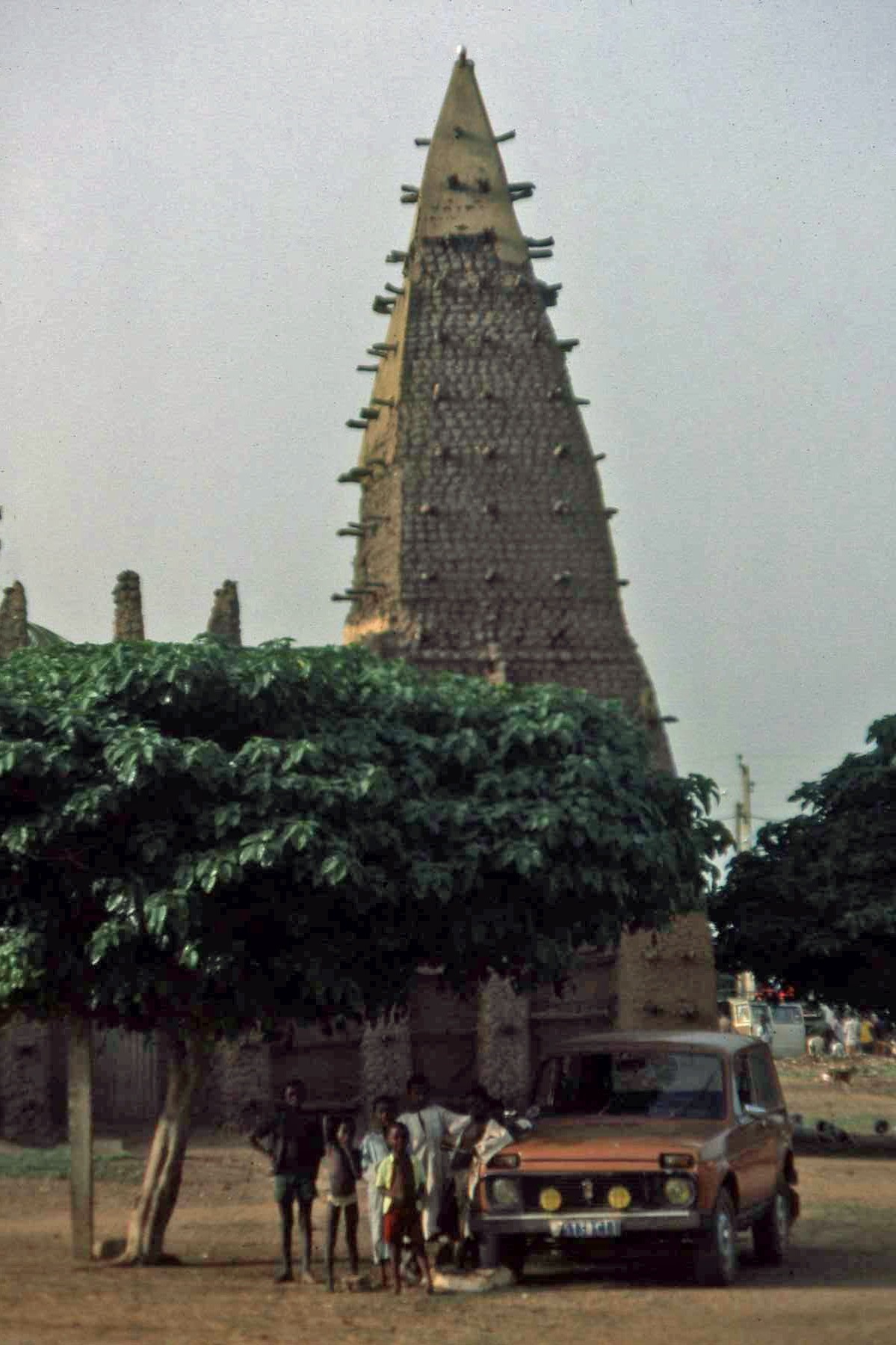
孔格大清真寺

「象牙海岸北部的蘇丹式清真寺」包含8座位於科特迪瓦北部蘇丹-撒赫勒式清真寺，分別位在騰格雷拉省、庫托省、邦杜庫省的索羅邦戈（Sorobango）、薩馬蒂吉拉省、姆本格省、孔格省和萬戈洛杜古省的卡瓦拉（Kaouara）。這些建築的特色是突出的木柱、頂部帶有陶瓷或鴕鳥蛋裝飾的垂直扶壁、以及錐形叫拜樓。它們詮釋了14世紀傑內古城所發展出的建築風格，並為了適應潮濕的氣候而降低高度並發展出更堅固的支撐。
跨越撒哈拉沙漠的貿易促成了伊斯蘭教和伊斯蘭文化的擴張，這些清真寺是重要的見證，並反映了伊斯蘭和當地建築形式的融合，創造出極為特殊的風格，並維持至今。
遺產內的8座清真寺中，最負盛名的為孔格（Kong）大清真寺，其位於孔格省的孔格。主要建築材料以泥土和稻草混合而成，牆面上插了許多木棍，並非固定結構之用，而是為了裝飾，以及下雨後必須在外牆補上泥漿時充當鷹架使用。孔格大清真寺始建於1740年，目前看到的建築物是於1900年代初期重建。

## 世界遺產登錄
2021年7月，第44屆世界遺產委員會於中华人民共和国福州召開，由科特迪瓦申報的項目「象牙海岸北部的蘇丹式清真寺」經大會通過，成為象牙海岸第2個文化遺產，編號為1648。此遺產包含8座清真寺，分別為：騰格雷拉（Tengréla）清真寺、庫托（Kouto）清真寺、索羅班戈（Sorobango）清真寺、薩馬蒂吉拉（Samatiguila）清真寺、南比拉（Nambira）清真寺、孔格（Kong）大清真寺、孔格小清真寺、卡瓦拉（Kaouara）清真寺。
世界遺產委員會指出，「象牙海岸北部的蘇丹式清真寺」是非洲伊斯蘭建築的代表作之一，展現了伊斯蘭教傳入當地後創造出獨特的建築和藝術風格。這些建築以土質結構、突出的框架、垂直扶壁、用陶器或鴕鳥蛋裝飾的垂直扶壁，以及錐形的叫拜樓，反映了當地文化和藝術傳統的特點，這些蘇丹-薩赫勒式清真寺是當地非洲穆斯林聚落的重要聚會場所，也是文化和宗教傳統的重要象徵。
该世界遗产被认为满足世界遺產登錄基準中的以下基準而予以登錄：
- （ii）在某期间或某种文化圈里对建筑、技术、纪念性艺术、城镇规划、景观设计之发展有巨大影响，促进人类价值的交流。
- （iv）关于呈现人类历史重要阶段的建筑类型，或者建筑及技术的组合，或者景观上的卓越典范。[6]

「象牙海岸北部的蘇丹式清真寺」的8個子項目如下：
| 世界遺產編號 | 名稱                                                            | 所在地                    | 保護範圍   | 緩衝範圍   |
| ------------ | --------------------------------------------------------------- | ------------------------- | ---------- | ---------- |
| 1648-01      | 騰格雷拉（Tengréla）清真寺                                      | 10°29'25.15"N 6°24'36.6"W | 0.0081公頃 | 0.0583公頃 |
| 1648-02      | 庫托（Kouto）清真寺                                             | 9°53'27.1"N 6°24'50.2"W   | 0.0035公頃 | 0.2783公頃 |
| 1648-03      | 索羅班戈（Sorobango）清真寺                                     | 8°10'22.6"N 2°42'38.49"W  | 0.01公頃   | 0.1844公頃 |
| 1648-04      | 薩馬蒂吉拉（Samatiguila）清真寺或稱 密西里巴（Missiriba）清真寺 | 9°49'7.89"N 7°33'33.8"W   | 0.0411公頃 | 0.1526公頃 |
| 1648-05      | 南比拉（Nambira）清真寺或稱 南布拉（Namboura）清真寺            | 10°7'44.3"N 5°54'15.59"W  | 0.0076公頃 | 0.1344公頃 |
| 1648-06      | 孔格（Kong）大清真寺                                            | 9°8'57"N 4°36'34.2"W      | 0.0506公頃 | 1.1102公頃 |
| 1648-07      | 孔格（Kong）小清真寺                                            | 9°8'53.2"N 4°36'39.8"W    | 0.004公頃  | 0.3769公頃 |
| 1648-08      | 卡瓦拉（Kaouara）清真寺                                         | 10°5'24.9"N 5°11'41.5"W   | 0.0049公頃 | 0.0342公頃 |